# Лизеганг, Хельмут
Хельмут Лизеганг (нем. Helmuth Liesegang; 18 июля 1858, Дуйсбург, королевство Пруссия — 31 июля 1945, Лейпциг) — немецкий художник-пейзажист дюссельдорфской школы живописи, профессор. Правставитель натурализма и импрессионизма в немецком искусстве.

## Жизнь и творчество
Хельмут Лизеганг родился в семье старшего преподавателя гимназии, один из семи детей. В 1868 году Лизеганги переезжают в Клеве на нижнем Рейне, где отец становится директором гимназии. После окончания гимназии в Клеве Хельмут поступает в Художественную академию Дюссельдорфа (1877—1876), в класс Евгения Дюкера. В 1885 году, вместе с Артуром Кампфом, художник совершает поездку в Париж и здесь изучает работы мастеров барбизонской школы, а также произведения Милле и Лепажа. В последующие годы совершает путешествия по Бельгии и Нидерландам, под влиянием гаагской школы живописи там много рисует. В Голландии знакомится с Максом Либерманом.
В 1889 году Лизеганг, вместе с группой дюссельдорфских живописцев (Евгений Кампф, Олоф Йернберг, Герман Херманнс) образует «Лукас-клуб», прогрессивное объединение художников-пейзажистов, близкое к импрессионистам. В 1891 году «Лукас-клуб» вступает в состав «Свободного объединения дюссельдорфских живописцев» (до 1899 года). С 1888 года Лизеганг становится членом союза художников «Малькастен», а также Германского союза художников. Давал также частные уроки живописи и рисунка.
В 1928—1929 годах Хельмут Лизеганг пишет книгу воспоминаний «О моих года учёбы и путешествий» (нем. Aus meinen Lehr- und Wanderjahren).
Участник различных художественных выставок — «Молодой Рейнланд», «Рейнской группы», движения «Рейнский сецессион». За участие в парижской экспозиции 1900 года был удостоен почётного диплома. Награждён прусской золотой медалью за заслуги в области науки и культуры, австрийской государственной медалью в области культуры, в 1943 году был награждён медалью Гёте за искусство и науку, в 1944 году — премией Корнелиуса. Призёр международных художественных выставок в Лондоне и Чикаго. В 1943 и в 1944 годах его картины выставлялись в Мюнхене на организованной национал-социалистскими властями Большой немецкой художественной выставке. Был включён в 1944 году в число деятелей культуры, вошедших в состав особо ценных для Германии Gottbegnadeten-Liste. После бомбардировок союзной авиацией Дюссельдорфа в конце Второй мировой войны художник переезжает в Лейпциг, где позднее он и скончался. Похоронен в Дюссельдорфе.

## Галерея

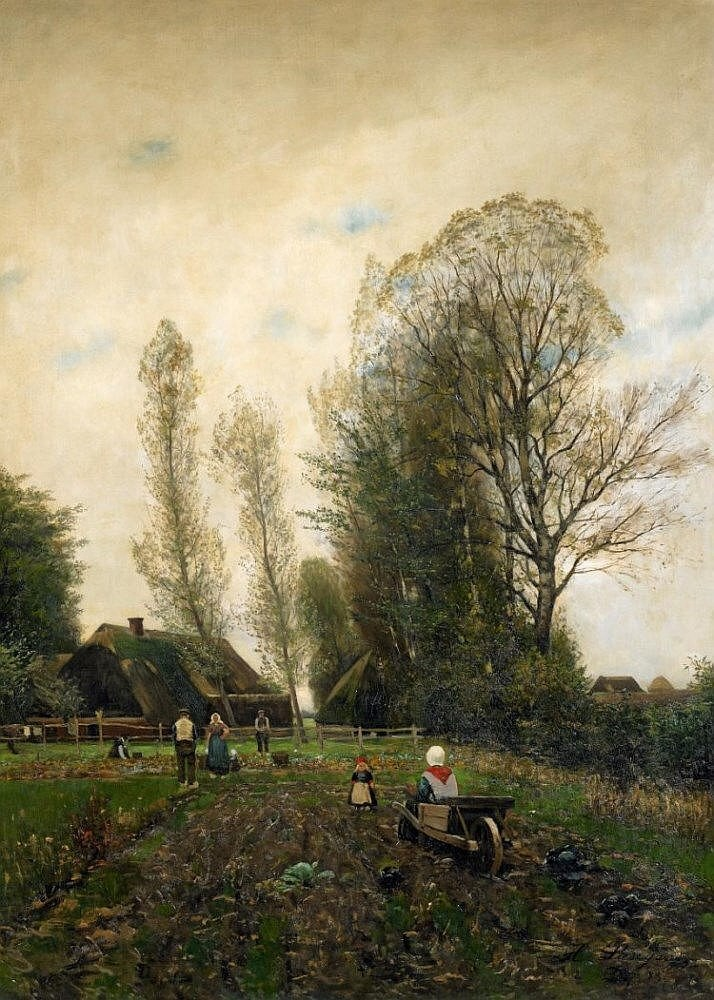
Крестьянский дом на нижнем Рейне, (ок. 1890).
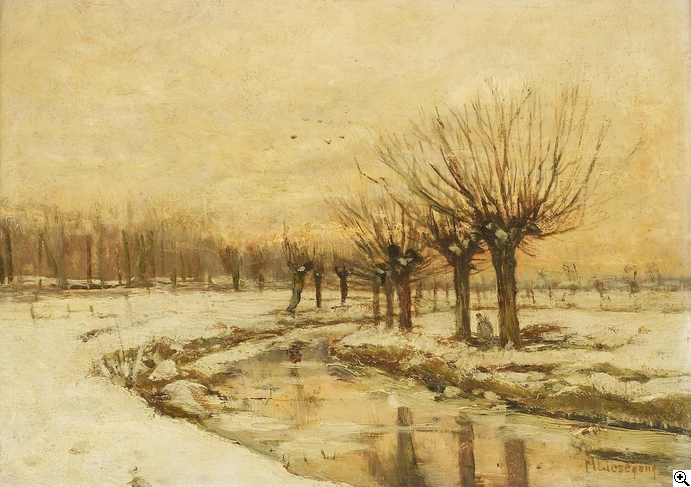
Зима в долине Дюсселя.
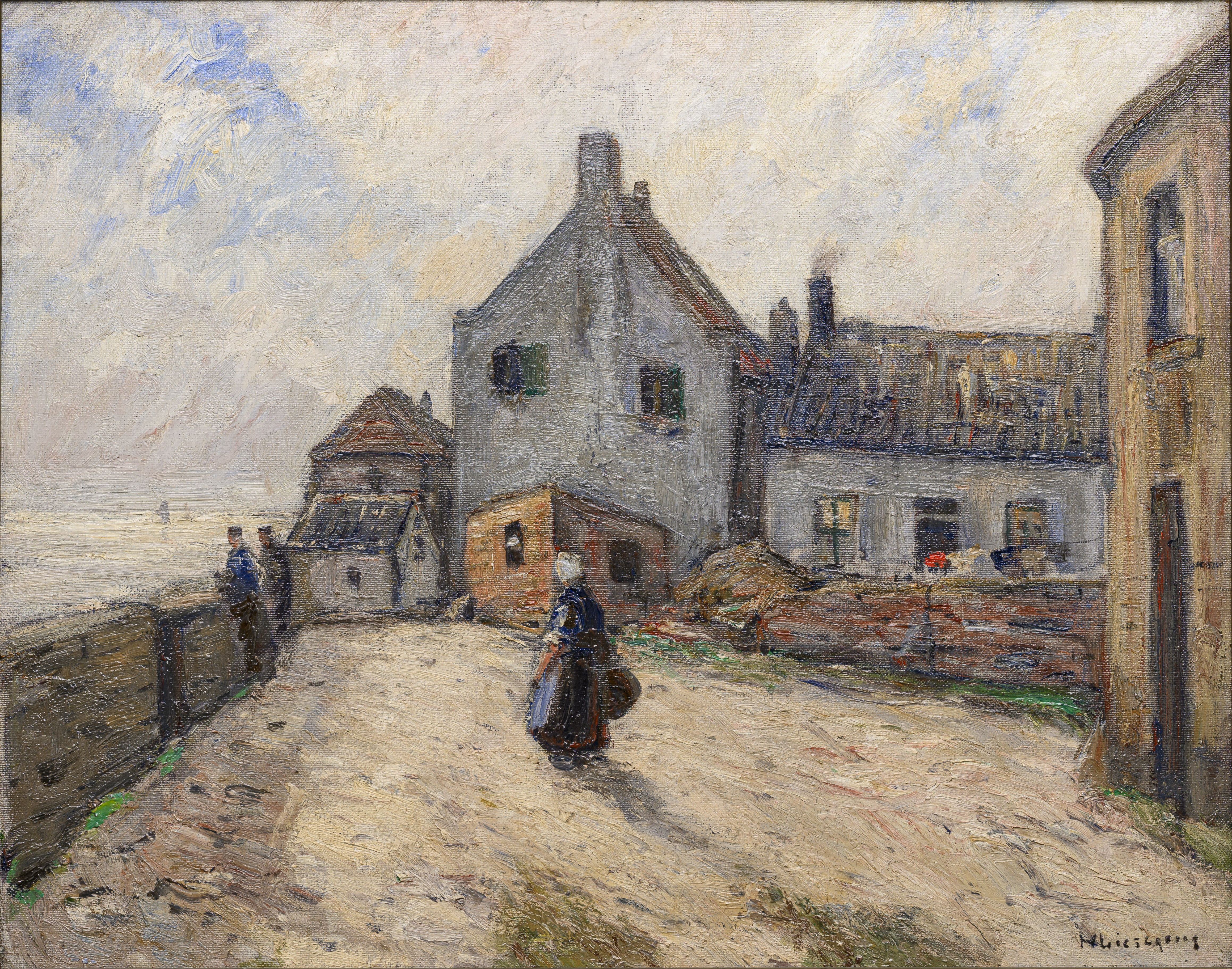
Во дворе на нижнем Рейне.
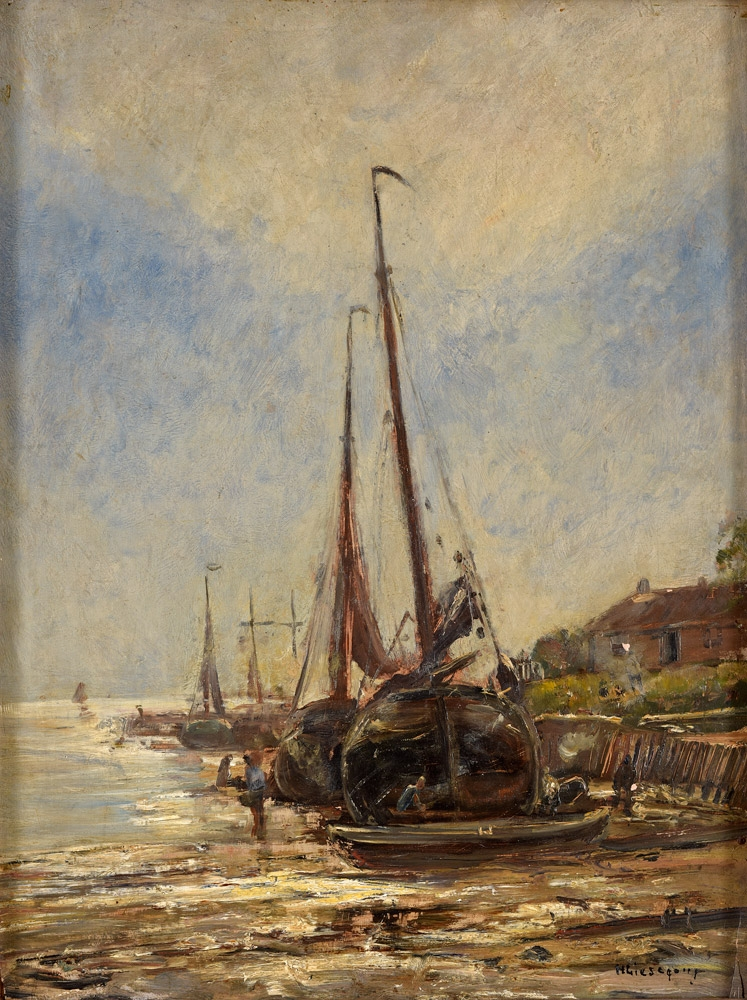
Маленькая рыбацкая гавань.
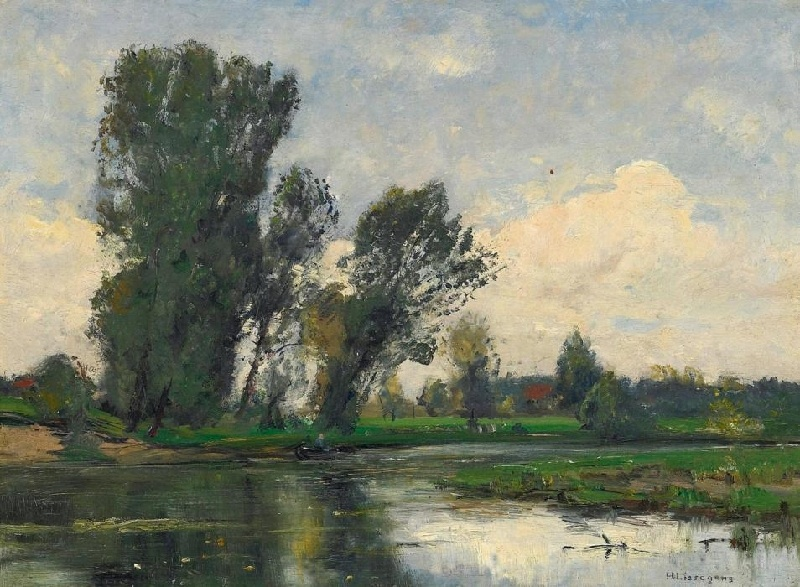
Речной пейзаж (ок. 1890).